# الصيدلية المركزية التونسية
الصيدلية المركزية التونسية هي مؤسسة عامة تونسية تنشط في المجال الصحي ولديها نشاط لاستيراد وتسويق المنتجات الصيدلانية.

## تاريخ
في عام 1938، بدأت الصيدلية المركزية التونسية كمستودع في المستشفى المدني الفرنسي (مستشفى شارل-نيكول الحالي)، تحت اسم «الصيدلة المركزية لمستشفيات المملكة التونسية» بموجب مرسوم 27 يونيو 1938 وهذا حتى 31 مارس 1956، عندما منحها مرسوم بيضاوي شخصية اعتبارية مستقلة، واستقلالية مالية، واسم جديد، «الصيدلة المركزية للمستشفيات التونسية».
في 10 مارس 1958 اتخذت هذه المنظمة اسم «الصيدلية المركزية بتونس» بموجب القانون رقم 28 لسنة 1958.
بموجب المرسوم رقم 2 المؤرخ 16 يناير 1961، أعيد تنظيم الصيدلية المركزية لتصبح الصيدلية المركزية للجمهورية التونسية، مع وضع مؤسسة عامة ذات طبيعة صناعية وتجارية، ومنحت احتكار الواردات وتوزيع المنتجات الصيدلانية التي تحدد قائمتها بمرسوم مشترك لوزير الصحة العامة ووزير التجارة.
معاهدة التعاون بشأن البراءات هي الكيان الأول في البلد الذي ينتج الأدوية.

## دور
يتم ضمان توزيع الأدوية بشكل رئيسي من قبل الصيدلية المركزية في تونس وشبكة من تجار الجملة والموزعين الخاصين الذين يغطيون جميع مناطق البلاد.
إن معاهدة التعاون بشأن البراءات هي المؤسسة الوحيدة المسموح لها باستيراد الأدوية واللقاحات، وتعمل كمركز شراء وطني لتغطية جميع احتياجات البلاد. تضمن هذه المؤسسة العامة التحكم في التكاليف، والتوحيد ومراقبة الأسعار، والإمداد المنتظم للبلاد، ودعم البرامج الصحية من خلال آلية التعويض الذاتي، يتمثل المبدأ في زيادة أسعار الأدوية غير الأساسية واستخدام هذه الأرباح للتعويض عن الأدوية المستخدمة في البرامج الصحية.